# مسجد اکبرآبادی
مسجد اکبرآبادی مسجدی در دهلی بود که توسط عز النسا، یکی از همسران شاه جهان، در سال ۱۶۵۰ میلادی ساخته شد. این مسجد که یکی از چندین مسجد امپراتوری گورکانی در دهلی قدیم بود، پس از محاصره دهلی توسط راج بریتانیا در جریان شورش‌های ۱۸۵۷ در هند تخریب شد. اعتقاد بر این است که این مسجد در محل کنونی پارک نتاجی سوبهاش در دهلی قدیم قرار داشته است.

## تاریخچه
مسجد اکبرآبادی توسط یکی از همسران شاه جهان به نام اکبرآبادی بیگم ساخته شد. ساخت این مسجد در سال ۱۶۵۰ میلادی آغاز شد و دو سال به طول انجامید. گفته می‌شود که علامه مسلمان، شاه عبدالقادر دهلوی، یکی از فرزندان شاه ولی‌الله دهلوی، اولین ترجمه قرآن از زبان عربی به زبان اردو را در محل مسجد اکبرآبادی نوشته است. این مسجد در زمان حیات خود، یکی از مساجد بسیاری بود که توسط زنان سلطنتی مغول در دهلی قدیم ساخته شده بود، مانند مسجد فاتحپوری، زینت‌المسجد و غیره.
طبق گزارش‌ها، این مسجد دو قرن پس از ساخت آن پابرجا بود تا اینکه در پی شورش‌های ۱۸۵۷ در هند به دست بریتانیایی‌ها تخریب شد. قیام ۱۸۵۷ یکی از مهم‌ترین و سرنوشت‌سازترین رویدادها در تاریخ هند بریتانیا است. دهلی - پایتخت گورکانیان - مرکز این قیام بود که در واحدهای ارتش مستقر در اطراف دهلی آغاز شد. این شورش در ابتدا موفقیت‌آمیز بود، اما بعداً به دلایل مختلفی از جمله فقدان رهبری و هماهنگی، جاسوسی هندی‌های محلی برای بریتانیا و غیره از بین رفت. (برای جزئیات بیشتر به شورش‌های ۱۸۵۷ در هند مراجعه کنید). دهلی آخرین نقطه عطف ۱۸۵۷ بود که توسط بریتانیا بازپس گرفته شد. بریتانیا برای جلوگیری از گسترش بیشتر مخالفت با راج بریتانیا و جلوگیری از ظهور مجدد آن، صدها سازه را در دهلی قدیم تخریب کرد. پایتخت مغول‌ها خشم واکنش بریتانیا را به جان خرید. هر سازه‌ای که به عنوان پایگاه شورش توسط سپاهیان استفاده می‌شد، تخریب شد (برای جزئیات بیشتر به محاصره دهلی مراجعه کنید).
مسجد اکبرآبادی یکی از پایگاه‌های شورش بود که توسط نیروهای بریتانیایی تخریب شد. از آن زمان، وجود این مسجد افسانه‌ای شده و نسل به نسل منتقل شده است. مشخص نیست که این مسجد دقیقاً در کجا قرار داشته است، هرچند بسیاری از ساکنان مسلمان محلی پارک نتاجی سوبهاش در دهلی قدیم یک مکان خاص را به عنوان زمین احتمالی محل مسجد می‌دانند.
آوارهای مسجد تخریب شده به فروش گذاشته شد و به نحوی سید احمد خان هندی آنها را خریداری کرد و در ساخت مسجد سیر سید، دانشگاه مسلمان علیگر، از آنها استفاده کرد.

## کشف احتمالی
در ششم ژوئیه ۲۰۱۲، وقتی مأموران شرکت متروی دهلی (DMRC) مشغول حفاری زمین در پارک نتاجی سوبهاش برای ساخت ایستگاه مترو بودند، به بقایای یک ساختمان قدیمی برخورد کردند که زیر خاک مدفون شده بود. کارشناسان سازمان باستان‌شناسی هند (ASI) بعد از بررسی این بقایا اعلام کردند که با توجه به مصالح به کار رفته، شیوه ساخت و ساز و چیزهایی مثل سفال‌هایی که پیدا کرده‌اند، این ساختمان به دوران حکومت گورکانیان (مغول‌های هند) تعلق دارد.
هنوز معلوم نیست که آیا این بقایا مربوط به مسجد اکبرآبادی است یا نه. سازمان باستان‌شناسی هند می‌گوید که تحقیقات برای شناسایی دقیق این ویرانه‌ها ادامه دارد. به همین دلیل، حفاری مترو در این منطقه متوقف شده است. اینجا قرار بود بخشی از خط ۳ متروی دهلی باشد، اما حالا ممکن است برای اینکه قوانین سازمان باستان‌شناسی در مناطق تاریخی رعایت شود، مسیر مترو کمی تغییر کند.
این کشف، مردم محل را خیلی هیجان‌زده کرده است. آنها معتقدند که این ویرانه‌ها حتماً متعلق به مسجد اکبرآبادی است. بعد از اینکه یک ساختمان غیرقانونی با آجر در این محل ساخته شد و به حفاری‌های باستان‌شناسی آسیب زد، مسلمانان محل شروع به نماز خواندن در کنار این ویرانه‌ها کردند.
شعیب اقبال، نماینده محل در مجلس، می‌خواست مسجد را دوباره در همین‌جا بسازد، اما دولت دهلی اجازه نداد. وقتی پلیس سعی کرد قرآن‌ها و سجاده‌هایی را که مردم آورده بودند از آنجا ببرد، مردم به پلیس سنگ پرتاب کردند و آتش‌سوزی کوچکی هم اتفاق افتاد.